# Vlag van Oosthem

Vlag van Oosthem

De vlag van Oosthem is de dorpsvlag van het Nederlandse dorp Oosthem, in de Friese gemeente Súdwest-Fryslân. De vlag werd in 2011 geregistreerd.

## Beschrijving
De beschrijving van de vlag is als volgt:
Vijf banen van groen, geel, blauw, geel en groen, met een hoogte in de verhouding van 2:1:6:1:2 van de vlaghoogte; een groene broekingsdriehoek met de punt op het vlagmidden, van drie banen van geel, groen en geel, in de verhouding 2:8:2 van de vlaghoogte, de driehoek belegd met een witte klaver.
De kleuren zijn afkomstig van het dorpswapen.

## Symboliek
- Groen veld: staat voor het grasland rond het dorp.[2]
- Klaver: duidt op de veeteelt.[2]
- Blauwe baan: verwijst naar de Wijmerts of Bolswarderzeilvaart, een kanaal dat Nijezijl verbindt met de stad Bolsward. De gele randen van de baan vormen een verwijzing naar het riet aan de zijkanten van deze vaart.[2]
- Broekingsdriehoek: symbool voor de voormalige sluis in de Wijmerts ten zuiden van het dorp. [2]

## Zie ook

Wapen van Oosthem